# Robert Ripley

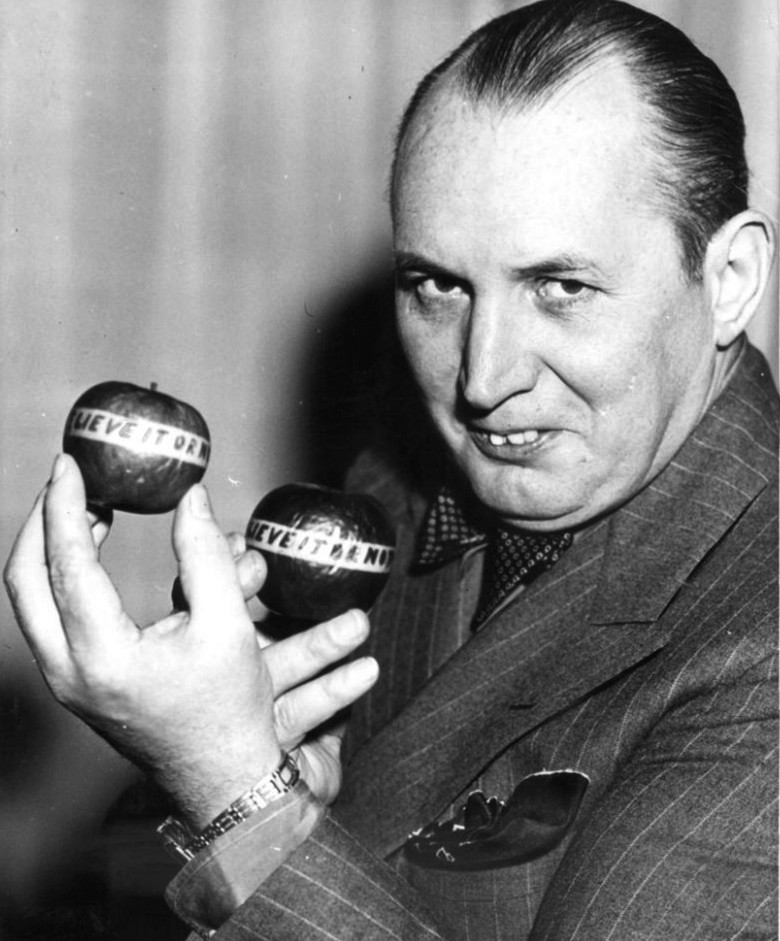
Robert Ripley (um 1940)

LeRoy Robert Ripley (* 25. Dezember 1890 in Santa Rosa, Kalifornien; † 27. Mai 1949 in New York City) auch bekannt als Robert Ripley war ein US-amerikanischer Comiczeichner, Radioreporter und Weltreisender.

## Biografie

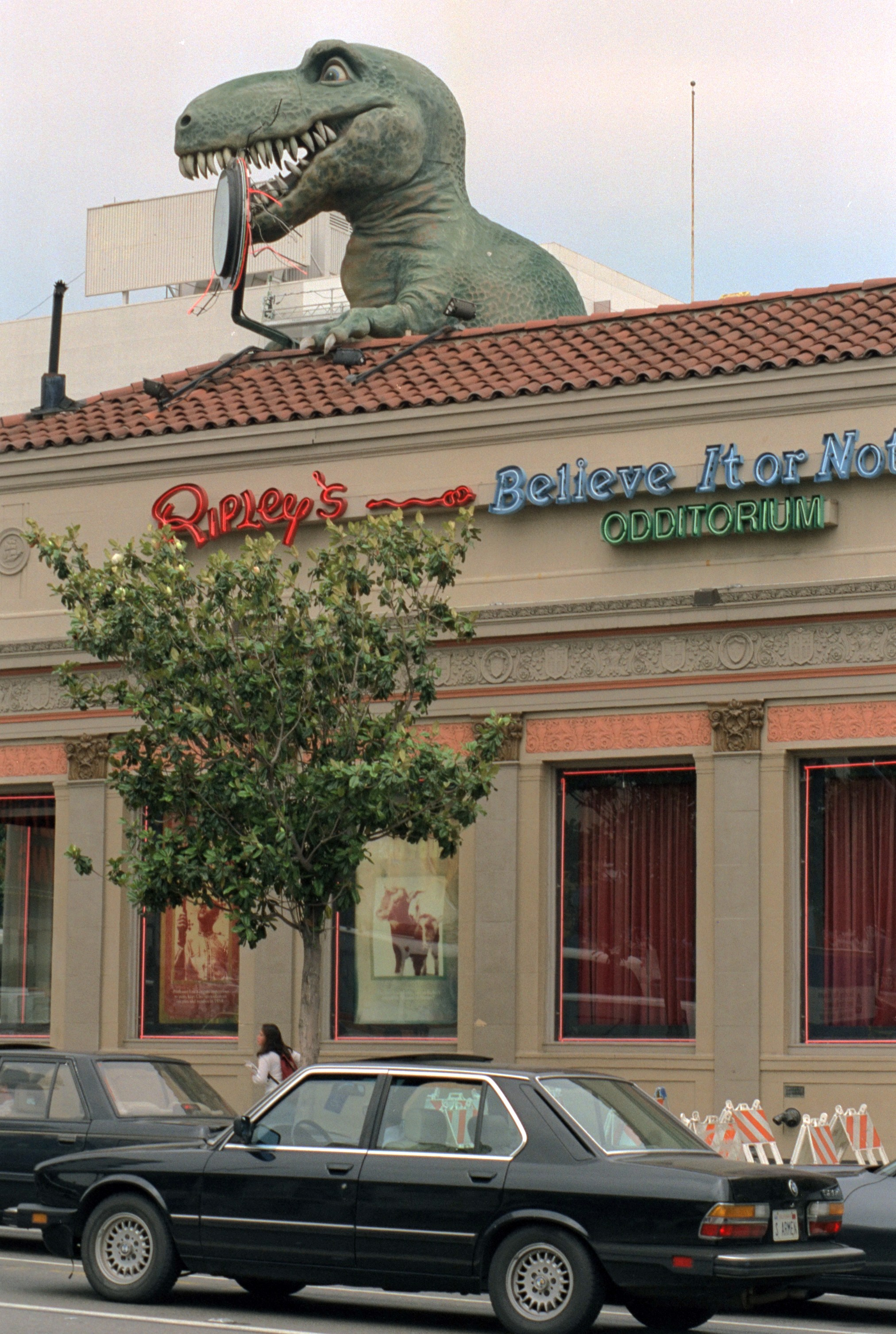
Ripley's Odditorium in Hollywood

Robert Ripley hat sich in jungen Jahren als Comiczeichner einen Namen gemacht. So zeichnete er Cartoons in Zeitungen, für die er als Sportreporter arbeitete und durch die Welt reiste. Seine Reisen hat er umfangreich dokumentiert und zur Sammlung von Geschichten und Kuriositäten (engl. oddities) genutzt, die er, wenn er sie nicht mitnehmen konnte, zeichnete und unter dem Titel  Ripley's Believe It or Not! als Comicstrip-Sammlung und Radioshow veröffentlichte. Die deutsche TV-Adaption wird von RTL II ausgestrahlt. Im Jahr 1933 eröffnete er in Chicago sein erstes Museum, in dem er die gesammelten Kuriositäten ausstellte – ein sogenanntes Odditorium. Er starb am 27. Mai 1949 mit 58 Jahren durch einen Herzinfarkt. Heute gibt es über 20 Odditorien in aller Welt, die meisten davon in den USA.
Im Jahr 1995 erschien ein Computerspiel, Das Rätsel des Master Lu, in dem Ripley die Hauptrolle spielt. Es ging unter anderem darum, durch die Welt zu reisen und Kuriositäten, die bei den einzelnen Abenteuern gefunden werden, nach New York City zu schicken.
Nach dem Tod von Robert Ripley wurde die Tradition, Unglaubliches aus aller Welt zu sammeln, von Ripley Entertainment fortgesetzt. Das Unternehmen unterhält für ihre Exponatsammlung eine Datenbank, ein Fotoarchiv und ein Lagerhaus. Erklärtes Ziel des Unternehmens ist es, die Tradition Robert Ripleys fortzusetzen.

## Verfilmung
Das Leben des Robert Ripley wird inzwischen von Chris Columbus unter dem Titel „Believe It or Not“ mit Jim Carrey in der Hauptrolle verfilmt.